# Eduardo Delani
Eduardo Delani Santos Leite, född 3 november 1981 i Brasília, är en brasiliansk professionell fotbollsspelare som senast spelade i fotbollslaget Viborg FF i Superligaen.
Hans karriär i Europa började i den svenska klubben Halmstads BK som då spelade i Allsvenskan. På grund av en knäskada så blev kontraktet med klubben försenat till sommaren. Han blev den första brasilianska spelaren att spela i Halmstads BK. Han levde inte upp till föreningens förväntningar och när kontraktet löpte ut år 2006 valde HBK att inte skriva på ett nytt kontrakt med Delani. Han åkte då tillbaka till Brasilien för att under en kort period spela i Clube de Regatas Brasil. Därefter återvände han till Skandinavien, denna gång till den danska klubben Vejle Boldklub. Den 26 juli 2007 skrev han ett 1-årskontrakt med fotbollslaget.
Eduardo Delani är dubbelkusin med den professionella fotbollsspelaren Kaká, som spelar i Real Madrid och Kakás bror Digão, som spelar i New York Red Bulls. Respektives pappor är bröder (Mr. Leite), och deras respektive mödrar (Miss Santos) är systrar.

## Meriter
Guangzhou Evergrande
- China League One:2010